# Kabinett McAllister
Das Kabinett McAllister bildete vom 1. Juli 2010 bis zum 19. Februar 2013 die Niedersächsische Landesregierung. David McAllister wurde am 1. Juli 2010 mit 80 von 152 Stimmen zum Ministerpräsidenten und somit zum Leiter der Landesregierung von Niedersachsen gewählt. Das Kabinett endete regulär mit der Landtagswahl 2013.

## Mitglieder
| Amt                                                                       | Name                                                                       | Partei         | Partei | Staatssekretäre                                                     |
| ------------------------------------------------------------------------- | -------------------------------------------------------------------------- | -------------- | ------ | ------------------------------------------------------------------- |
| Ministerpräsident                                                         | David McAllister                                                           |                | CDU    | Martina Krogmann Bevollmächtigte des Landes Niedersachsen beim Bund |
| Stellvertreter des Ministerpräsidenten                                    | Jörg Bode                                                                  |                | FDP    |                                                                     |
| Wirtschaft, Arbeit und Verkehr                                            | Jörg Bode                                                                  | Oliver Liersch | FDP    |                                                                     |
| Inneres und Sport                                                         | Uwe Schünemann                                                             |                | CDU    | Sandra von Klaeden                                                  |
| Ernährung, Landwirtschaft, Verbraucherschutz und Landesentwicklung        | Astrid Grotelüschen bis 17. Dezember 2010                                  |                | CDU    | Friedrich-Otto Ripke                                                |
| Ernährung, Landwirtschaft, Verbraucherschutz und Landesentwicklung        | Hans-Heinrich Sander interimistisch mit der Führung der Geschäfte betraut  |                | FDP    | Friedrich-Otto Ripke                                                |
| Ernährung, Landwirtschaft, Verbraucherschutz und Landesentwicklung        | Gert Lindemann ab 19. Januar 2011                                          |                | CDU    | Friedrich-Otto Ripke                                                |
| Finanzen                                                                  | Hartmut Möllring                                                           |                | CDU    | Cora-Jeanette Hermenau                                              |
| Justiz                                                                    | Bernd Busemann                                                             |                | CDU    | Jürgen Oehlerking                                                   |
| Kultus                                                                    | Bernd Althusmann                                                           |                | CDU    | Stefan Porwol                                                       |
| Wissenschaft und Kultur                                                   | Johanna Wanka bis 13. Februar 2013                                         |                | CDU    | Josef Lange                                                         |
| Umwelt und Klimaschutz Umwelt, Energie und Klimaschutz ab 18. Januar 2012 | Hans-Heinrich Sander bis 17. Januar 2012 Stefan Birkner ab 18. Januar 2012 |                | FDP    | Stefan Birkner bis 17. Januar 2012 Ulla Ihnen ab 18. Januar 2012    |
| Soziales, Frauen, Familie, Gesundheit und Integration                     | Aygül Özkan                                                                |                | CDU    | Heiner Pott                                                         |

Anmerkungen
1. ↑  Staatssekretäre sind laut Niedersächsischer Verfassung keine Regierungsmitglieder.